# Marxistischer Studentenbund Spartakus

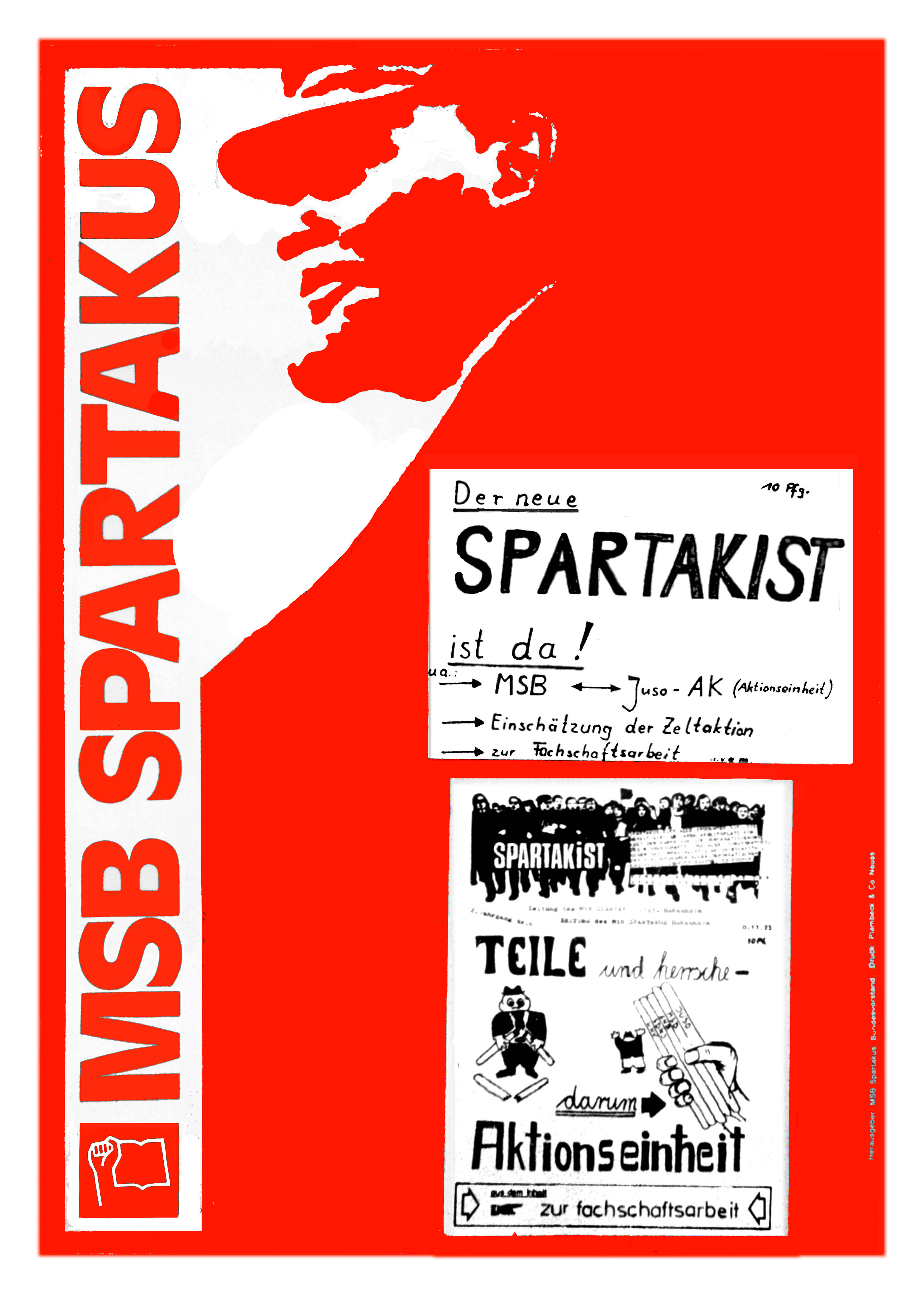
Wandzeitung der MSB-Spartakus-Gruppe der Universität Hohenheim (1973)

Der Marxistische Studentenbund Spartakus (MSB Spartakus) wurde 1971 als Studentenverband der Deutschen Kommunistischen Partei gegründet und war in den 1970er Jahren mit zeitweise bis zu 6.500 Mitgliedern einer der einflussreichsten in der Bundesrepublik. Der Bundesvorstand hatte seinen Sitz in der Bonner Poppelsdorfer Allee 58a. Nach der Wende in der DDR stellte er seine Tätigkeit 1990 ein.

## Geschichte
Seine Wurzeln hat der Marxistische Studentenbund Spartakus  in der Studentenbewegung der 1960er Jahre. Im Zuge der Auseinandersetzungen innerhalb des Sozialistischen Deutschen Studentenbundes (SDS) um die künftige Strategie des Verbands standen sich zwei starke Fraktionen gegenüber, eine in zahlreiche Teilgruppen zersplitterte „antiautoritäre“ und eine relativ geschlossene „traditionalistische Strömung“. Weit auseinander gingen die Antworten
- auf die Frage nach der Bedeutung von Organisation und Organisiertheit,
- auf die Frage nach dem Stellenwert möglicher Bündnispartner, als welche die „Traditionalisten“ vor allem die abhängig Beschäftigten mit ihren Organisationen, den Gewerkschaften, sahen,
- auf die Frage nach der Verbindung von außerparlamentarischen mit parlamentarischen Kampfformen.

Die „Traditionalisten“ kritisierten, dass ihre Opponenten „den Erkenntnisstand des Frühsozialismus“ repräsentierten. 1969, in der Auflösungsphase des SDS, trennten sie sich von ihnen. Am 12. Januar 1969 kamen sie in Westhofen aus verschiedenen Hochschulorten der Bundesrepublik zusammen, vornehmlich aber aus Nordrhein-Westfalen und vor allem von den Universitäten Köln und Bonn, und gründeten die Assoziation Marxistischer Studenten – Spartakus (AMS). Bereits im Jahr darauf hatte dieser Zusammenschluss nahezu 1.000 Mitglieder, während der SDS sich im März 1970 auflöste. Im Jahr zuvor hatten die nun uneingeschränkt im SDS bestimmenden Gruppierungen der „Antiautoritären“, „Neuen Linken“ und der sich inzwischen konstituierenden meist maoistischen ML-Gruppen bereits den von ihnen jetzt dominierten Verband Deutscher Studentenschaften (VDS) liquidiert und sein Vermögen verkauft. Seit November 1970 war der AMS im Vorstand des neu gegründeten Verbands Deutscher Studentenschaften (VDS) vertreten.
Anders als andere linke Studentengruppen gingen die Mitglieder der AMS – wie später des MSB und des Sozialistischen Hochschulbunds (SHB) – von der „Verwandlung des größten Teils der Intelligenz in eine besondere Schicht der Lohnarbeiter“ aus. Ihre Umwandlung zu Lohnabhängigen und die Prekarisierung eines Teils von ihnen werde „der betroffenen Schicht erst historisch verspätet in großem Maßstab bewußt“. Hier liege eine Erklärung für die „charakteristischen großen und häufigen ideologischen Schwankungen in den Kernen der Studentenbewegung“. Sie seien „Ausdruck der sozialen Deklassierung“. In der Aufklärung der Studenten über ihre gesellschaftliche Lage und ihre sozialen Perspektiven sah man eine erstrangige Aufgabe.
Aus dem zunächst noch eher lockeren Zusammenschluss der AMS entstand am 22. Mai 1971 der Marxistische Studentenbund Spartakus als bundesweite Organisation. Dieser war eine Nebenorganisation der Deutschen Kommunistischen Partei (DKP) und errang – nicht zuletzt aufgrund seiner festen Aktionsgemeinschaft mit dem Sozialistischen Hochschulbund (SHB) – über Jahre hinweg einen dominierenden Einfluss in den örtlichen Studentenschaften und in deren Dachverband VDS. Die Politik der „gewerkschaftlichen Orientierung“ verbunden mit der Verteidigung des „politischen Mandats“ der „verfaßten Studentenschaft“ bildete eine Grundlage für die Allianz von MSB und SHB. Hier und in den Schwierigkeiten, den SHB für SPD-Politik zu funktionalisieren, lagen die Gründe, weshalb die Bezugspartei wie zuvor schon beim SDS den SHB zunehmend ausgrenzte und sich mit den Juso-Hochschulgruppen eine an die Partei angebundene Studentenorganisation zulegte. Das enge Bündnis von MSB und SHB hatte eine studentische Massenanhängerschaft. 1972 zählte der MSB 40 Gruppen mit 2.000 Mitgliedern, 1973 der SHB 80 Gruppen mit etwa 3.000 Mitgliedern.
Von den seit 1972 eingeführten Beschäftigungs- und Berufsverboten durch den „Radikalenerlass“ waren Mitglieder des MSB z. B. bei der Bewerbung für akademische Hilfstätigkeiten und bei Bewerbungen für den öffentlichen Dienst in hohem Maße betroffen. Aktionen gegen die Sanktionierung der Mitgliedschaft in nicht verbotenen und nicht verfassungswidrigen, jedoch für „verfassungsfeindlich“ erklärten Organisationen wie dem MSB oder der DKP wurden zu einem wichtigen Teil der Verbandspolitik.
Der MSB gab das monatliche Studentenmagazin Rote Blätter heraus und führte das vormalige Kölner SDS-Blatt facit als umfangreiches zweimonatliches Theorieorgan („Beiträge zur marxistischen Theorie und Politik“) fort. Die Finanzierung erfolgte teilweise durch die SED. Nach der Wende wurden beide Blätter eingestellt. Die facit-Gruppe war eine der Gründungsgruppen des MSB gewesen. Ihre Mitglieder hatten mit der illegalisierten KPD sympathisiert oder ihr angehört. Sie waren nach Kritik am SDS dort ausgeschlossen worden.
Die letzte Bundesvorsitzende, Anja Maschinsky, gehörte – wie auch ihre drei Vorgänger Bernd Gäbler, Thomas Harms und Thomas Riecke sowie eine Mehrheit des Verbands – Ende der 1980er Jahre dem sog. Erneuererflügel in der DKP an, der die Richtung des sowjetischen Reform-Politikers Michail Gorbatschow (Perestrojka) vertrat. Damit standen die „Erneuerer“ in einem Gegensatz zur Mehrheit des Parteivorstands um Herbert Mies und Ellen Weber, aber auch der Delegierten auf dem Parteitag der DKP 1988.
Am 23. Juni 1990 löste sich der MSB Spartakus in Münster auf einer Bundesmitgliederversammlung satzungsgemäß auf. Einzelne Hochschulgruppen arbeiteten allerdings noch einige Zeit länger unter diesem Namen, obwohl kein hochschulübergreifender Verband mehr bestand.
Frühere Leitungsmitglieder des Verbands schätzen, dass in den etwa 20 Jahren seiner Existenz etwa 20.000 bis 30.000 Studierende Mitglieder des MSB Spartakus waren und etwa 1.000 von ihnen nach Abschluss ihres Studiums von Berufs- und anderen Beschäftigungsverboten betroffen waren.

## Politische Ziele und Leitlinien

### Soziale Lage der Studenten
Erste Priorität hatte die Vertretung der unmittelbaren sozialen Interessen der Studenten (d. h. individuelle und institutionelle Verbesserung der Studienbedingungen und BAFöG). Die MSB-Mitglieder verstanden sich als Avantgarde und hatten somit auch Vorbildfunktionen durch gute Studienerfolge zu übernehmen. Im Hinblick auf das spätere Berufsleben sollte den zukünftigen Akademikern vermittelt werden, dass sie anders als vorausgegangene Akademikergenerationen unter den sich abzeichnenden Tendenzen kapitalistischer Entwicklung ganz überwiegend kein vielfältig privilegiertes Arbeitsleben zu erwarten hätten, vielmehr einer zunehmenden „Proletarisierung“ ausgesetzt sein würden. Deshalb sei ihr Platz an der Seite der anderen Lohnabhängigen. Das bedeute auch, sich den Organisationen der Lohnabhängigen, den Einheitsgewerkschaften, anzuschließen. Dort lasse sich lernen, in einer gemeinsamen Praxis mit anderen aus den lohnabhängigen Unter- und Mittelschichten für die eigenen und die gemeinsamen Interessen einzutreten (Politik der gewerkschaftliche Orientierung/"GO-Politik"). Es gehörte zu den Grundsätzen des MSB, dass sich Studenten in einer DGB-Gewerkschaft – für Lehrer war das die Gewerkschaft Erziehung und Wissenschaft (GEW) – organisieren sollten. Aus diesem Blickwinkel war es wichtig, die Qualität des Studiums zu verbessern, um in der Arbeitswelt flexibel und disponibel zu sein, um seine „Ware“ Arbeitskraft optimal „verkaufen“ zu können.

### Studentenschaft
Hauptaktionsfeld war die „Mitarbeit in allen Gremien der studentischen Selbstverwaltung“ (Fachschaften, AStA, Akademischer Senat usw.) und im Dachverband VDS; Gute Organisation des öffentlichen Auftretens und politische Disziplin in der internen Gruppenarbeit wurden mit als wesentliche Erfolgsvoraussetzungen angesehen. Konsequente Fehleranalysen sollten vermeidbare Misserfolge verhindern und die Effektivität der politischen Arbeit an den Hochschulen steigern. Zusammenarbeit mit sozialdemokratischen bzw. sozialistischen Gruppen wie Jusos und SHB (genannt auch: „Aktionseinheit“) wurde einerseits zur Durchsetzung eigener Forderungen zielgerichtet angestrebt, andererseits sollte dadurch auch eine Vergrößerung des marxistischen Einflusses vor allem in sozialdemokratischen Studenten-Organisationen erreicht werden. Eine „Verankerung“, d. h. Integration der einzelnen MSB-Mitglieder in der Studentenschaft galt als unabdingbare Voraussetzung jeglicher Politik. Den Kommilitonen waren neben konkreten Hilfen zur Bewältigung des Studiums auch Kultur- und Freizeitinitiativen anzubieten, was wiederum einer zielgerichteten Mitgliederwerbung dienen sollte. MSB-Mitglieder hatten die „Auseinandersetzung mit bürgerlichen Lehrmeinungen“ in die Veranstaltungen zu tragen und sich Kenntnisse über sozialistische Theorien bzw. Theoretiker anzueignen. Ausgangspunkt waren die Schriften von Marx, Engels und Lenin. In der Analyse des zeitgenössischen Stadiums kapitalistischer Entwicklung vertrat der MSB (wie der SHB und weite Teile der Jungsozialisten) die Theorie des staatsmonopolistischen Kapitalismus (SMK).
Politisch hatte der Verband eine Frontstellung gegenüber dem RCDS sowie gegenüber als „linksradikal“ gewerteten Gruppen, die sich an den Lehren von Mao Zedong orientierten wie z. B. KBW, KPD/ML (Rote Fahne) oder KPD/ML (Roter Morgen) und andere. Distanziert war das Verhältnis zu sich als undogmatisch bezeichnenden Linken („Basisgruppen“, Sozialistisches Büro, marxistischer SOAK-Kreis um Gerhard Schröder und Karl Nolle) und zu den von der SPD seit den 1970er Jahren in Abwendung vom SHB an den Hochschulen eingerichteten Juso-Hochschulgruppen, die Teil der Parteiorganisation waren.
Seit den 1970er Jahren vertraten MSB und SHB in engen Bündnissen, in die möglichst nichtorganisierte Studierende einbezogen wurden, eine Politik der „gewerkschaftlichen Orientierung“, die materielle Forderungen in den Vordergrund stellte und auf eine zukünftige Perspektive der Studierenden als lohnabhängige Arbeitskräfte vorbereitete.

### Universität
Der MSB bekämpfte das Hochschulrahmengesetz (HRG) als Ausdruck einer zunehmenden Verflachung des Studiums zu Lasten der Studenten und als ein Gesetzesvorhaben zugunsten der großen Konzerne. Die „Reproduktion der Arbeitskraft“ an den Hochschulen betrachtete er als Teil der Gesamtreproduktion der Arbeitskraft und ordnete seine Aktivitäten gegen das HRG in eine gesamtreformerische Perspektive der Gesellschaft ein. Er verteidigte das politische Mandat der Studentenschaften, das heißt das Recht der gewählten Studentenvertretungen, zu politischen Fragen jeder Art Stellung zu nehmen, welches Politik und Rechtsprechung abzuschaffen versuchten, besonders der RCDS und der Bund Freiheit der Wissenschaft.
Er forderte, anknüpfend an Willy Brandts „mehr Demokratie wagen“ eine „Demokratisierung der Universitäten“, d. h. einen größeren Einfluss der in den Entscheidungsgremien unterrepräsentierten universitären Gruppen (Studenten, Mittelbau, Verwaltungsangestellte), die sog. Drittelparität.

### Bundesrepublik Deutschland
Gesamtgesellschaftlich hieß die Perspektive „Sozialismus“. Der MSB verstand sich deshalb als eine Organisation, die „Teil des Ringens für Demokratie und Sozialismus“ war. Daraus resultierte die enge Verbundenheit mit der DKP, deren politische Analyse und längerfristige Strategie als Handlungsgrundlage übernommen wurden. Die DDR wurde als der deutsche Staat propagiert, der die richtigen Lehren aus der deutschen Geschichte gezogen und den Sozialismus weitgehend verwirklicht habe. Ab 1980 unterstützte der MSB die Friedensbewegung in Westdeutschland.
Da West-Berlin kein Teil der Bundesrepublik war, gab es an den dortigen Hochschulen den MSB nicht, wohl aber mit ganz ähnlichem Selbstverständnis die „Aktionsgemeinschaft von Demokraten und Sozialisten“ (ADS), die sich der Sozialistischen Einheitspartei Westberlins (SEW) zuordnete.

### International
Die globale Orientierung des MSB war die Theorie der „drei revolutionären Hauptströme“. Entsprechend dieser sollte eine Gesamtkraft, resultierend aus (1.) den aufstrebenden sozialistischen Staaten, (2.) den erstarkenden revolutionären Befreiungsbewegungen in der Dritten Welt und (3.) den sozialistischen Organisationen innerhalb der westlichen Industriestaaten die kapitalistische Weltordnung überwinden. In diesem theoretischen Kontext definierte er seinen „Internationalismus“, wonach Zusammenarbeit mit ausländischen Studenten, wie auch Solidaritätsaktionen wichtige Teile der MSB-Politik waren.
Der MSB sah sich als Teil einer internationalen sozialistisch-kommunistischen Bewegung. Die Verbundenheit mit der UdSSR („Freundschaft mit der Sowjetunion“) und den mit ihr verbündeten Staaten und den im „sozialistischen Lager“ führenden Parteien war wesentlicher Teil seines Verständnisses von „Internationalismus“. Ein besonders enges Verhältnis hatte er zur DDR und zur SED bzw. FDJ.

## Bekannte Mitglieder
- Wolfgang Adamczak
- Christiane Bainski
- Uli Bange
- Dieter Bongartz
- Dieter Bongers[16]
- Rutger Booß
- Hans-Peter Brenner
- Tissy Bruns
- Barbara Cárdenas Alfonso
- Rolf-Dieter Casjens
- Andreas Diers[17]
- Doris Fisch
- Christine Fischer-Defoy
- Klaus D. Fischer[18]
- Dieter Fornoni
- Bernd Gäbler
- Rolf Geffken
- Klaus Görke
- Karlheinz Heinemann
- Elvira Högemann-Ledwohn
- Michaele Hustedt
- Christof Kievenheim
- Uwe Knickrehm
- Ulrich Kypke[19]
- Beate Landefeld[20]
- Roland Lang
- Herbert Lederer
- Steffen Lehndorff[21]
- André Leisewitz
- Michael Maercks
- Morus Markard
- Ulrich Maske
- Gunnar Matthiessen
- Andreas Mölich-Zebhauser
- Bernhard von Mutius
- Klaus Naumann
- Jan Priewe[22]
- Adi Reiher
- Meral Renz[23]
- Jürgen Reusch
- Thomas Riecke
- Witich Roßmann[24]
- Werner Rügemer
- Paul Schäfer
- Harald Schwaderer[25]
- Werner Seppmann
- Raju Sharma
- Manfred Sohn
- Franz Sommerfeld
- Hans Christoph Stoodt
- Christoph Strawe
- Stephan Voets
- Peter Wahl
- Ulrich (Uli) Weitz[26]
- Harald Werner
- Sabine Wils[27]
- Gaby Zipfel

## Publikationen des MSB (Auswahl)
- Rote Blätter. Organ des Marxistischen Studentenbundes Spartakus. Bonn 1971–1989
- Facit. Beiträge zur marxistischen Theorie und Politik. Bonn 1971–1975
- SDS in Sofia – Dokumentation zum Ausschluß von fünf Kommunisten aus dem SDS – Zur Vorgeschichte der zweiten Spaltung des SDS, Dortmund 1969
- Mit Spartakus im Spartakus. Protokoll des 1. Bundeskongresses des Marxistischen Studentenbundes Spartakus – 20. und 21. Mai 1971, Bonn 1971
- Marxistischer Studentenbund Spartakus (Hrsg.): Grundsatzerklärung des Marxistischen Studentenbundes Spartakus. Bonn 1971
- Bundesvorstand des MSB Spartakus (Hrsg.): Für die eigenen Interessen kämpfen, mit der Arbeiterklasse verbünden. Programm für das gemeinsame Handeln der Studenten, Bonn 1973
- Bundesvorstand MSB Spartakus (Hrsg.): Das politische Herrschaftssystem des BRD-Imperialismus, Bonn 1973
- Wenn wir die Maoisten bekämpfen, ist das gut und nicht schlecht (Fernöstliche Spruchweisheit). Eine Auseinandersetzung mit der Politik maoistischer Gruppierungen in der BRD, Bonn o. J. (1973)
- Bundesvorstand des MSB Spartakus (Hrsg.): Für unsere sozialen und politischen Rechte. Gemeinsam mit der Arbeiterjugend. 4. Bundeskongress, Bonn o. J. (1975)
- Bundesvorstand MSB Spartakus (Hrsg.): Kautsky – ein Vorläufer des „demokratischen Sozialismus“, Bonn 1977
- Bundesvorstand MSB Spartakus / Rainer Naujoks (Hrsg.): Handbuch für die Organisations- und Leitungstätigkeit, Bonn 1978
- Marxistischer Studentenbund Spartakus: MSB Spartakus. 1971–1986, Bonn 1986
- Marxistischer Studentenbund Spartakus (Hrsg.): ... und kein bißchen heiser. Lieder aus der Studentenbewegung. mit einem Vorwort von Hannes Wader, Weltkreis-Verlag, Dortmund 1978
- Frauen im MSB Spartakus: Frauenpower gegen Reaganschauer. Standpunkte: Frauen an der Uni, Frauen für den Frieden, Rotstiftpolitik, Vergewaltigung, Alternativrolle Hausfrau?, o. O., o. J. (Bonn 1982)
- Marxistischer Studentenbund Spartakus Hamburg (Hrsg.): Grundkurs: Politische Oekonomie, Hamburg 1973